# Karine Bernadou
Pour les articles homonymes, voir Bernadou.
Karine Bernadou, née le 26 décembre 1981 à Montpellier, est une auteure de bande dessinée et illustratrice française.

## Biographie
Karine Bernadou a obtenu un BTS (en 2003) puis un DSAA (en 2005) de communication visuelle à l'École Olivier-de-Serres à Paris.
En 2006, elle est lauréate du concours du prix jeune talent du festival de la bande dessinée d'Angoulême, pour ses trois planches Gâchis. 
Elle collabore aux magazines Bang !, Ferraille illustré et Fluide glacial depuis 2008, et publie des planches sur divers sites web, dont le webzine qu'elle a créé avec Lucile Gomez, Desseins, et le site d'actualité Bakchich.
Elle travaille aussi pour la presse jeunesse (Filotéo, Mes premiers J'aime lire, Okapi, Dlire…) ainsi que pour la presse adulte (Terra Eco, Nobrow, CQFD…).
Elle est représentée par l'agence d'illustrateurs Illustrissimo.

## Publications

### Bande dessinée
- La femme toute nue, Sarbacane, 2007
Scénario et dessin : Karine Bernadou
- Les Croqueuses, Delcourt, 2008
Scénario et dessin : Karine Bernadou[3]
- Canopée, Atrabile, 2011
Scénario et dessin : Karine Bernadou[4],[5],[6]
- Hystéria, Professeur Cyclope, 2013
Scénario et dessin : Karine Bernadou
- Azolla, Atrabile, 2016
Scénario et dessin : Karine Bernadou[7],[8],[9]
- Tilda sur les toits, dessin et couleurs : Karine Bernadou, avec Ced (scénario), Milan

1. Le Masque et la fée, 2019[10]

### Illustration
- Prêt pour la sixième, Sophie Bresdin,  La Martinière, 2007
- Histoires pour fêter ma profession de foi, Virginie Aladjidi et Caroline Pellissier, Bayard Éditions, 2009
- Demande-moi la lune !, Christophe Chaffardon, Milan jeunesse, 2009
- 1001 idées pour vivre en chrétien, Anne Gravier, Bayard Éditions, 2010
- Desserts en famille, Virginie Loubier, Litho, 2010
- Histoire de Babar, Poulenc, Damien Luce, Universal music, 2010), jaquette de CD
- La Manifestation, Grégoire Kocjan, Syros, 2010[11]
- Les Aventures du livre de géographie, Cathy Ytak, Syros, 2010[12]
- Série de livres de poche : Mystères au donjon
  - Le Chevalier noir (tome 1) et L'Enfant sorcier (tome 2) Alain Surget, Flammarion, 2010
  - La Proie de l’ombre (tome 3) Alain Surget, Flammarion, 2011
  - La Forêt de l’étrange (tome 4) Alain Surget, Flammarion, 2011